# D'yer Mak'er
«D'yer Mak'er» és una cançó del grup de rock britànic Led Zeppelin, publicada com a senzill de l'àlbum Houses of the Holy el 17 de setembre de 1973 amb «The Crunge» com a cara B. El títol és un joc de paraules: al mateix temps és una contracció de l'expressió «Did you make her» («La vas obligar?») i es pronuncia «Jamaica» en anglès.
La cançó pretén imitar el reggae i el seu derivat dub emergent a Jamaica a principi dels anys 70. El seu origen es remunta a les sessions de gravació a Stargroves el 1972, quan el bateria John Bonham va començar amb una mena de doo-wop dels 50 i el va seguir amb un tempo breument a contratemps, d'on va sorgir la influència del reggae. El so distintiu de la bateria es va aconseguir col·locant-hi tres micròfons bastant lluny.
«D'yer Mak'er» és una de les poques cançons de Led Zeppelin en què s'acredita tots quatre membres de la banda.